# Oboe (Navigation)

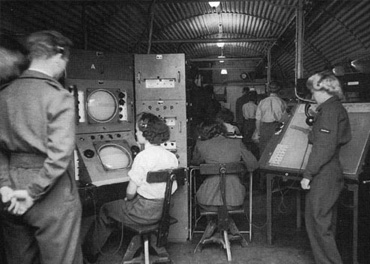
Oboe Kontrollraum, ca. 1944

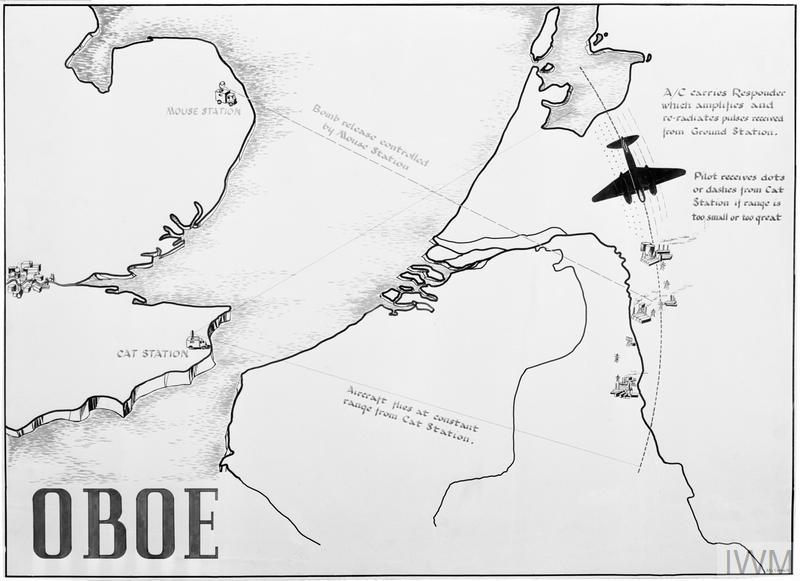
Illustration der Funktionsweise: Die mobilen Sendeanlagen „Cat“ und „Mouse“ senden Signale an ein speziell ausgerüstetes Flugzeug, welches die Signale wieder zurückschickt.

Oboe (Observer Bombing Over Enemy) war ein britisches Funknavigationssystem für Bomber im Zweiten Weltkrieg. Das System wurde ab Dezember 1942 in Betrieb genommen.

## Technische Details
Zwei ausreichend weit voneinander entfernt in England stehende Sendeanlagen sendeten Signale an einen mit einem entsprechenden Transponder ausgerüsteten Mosquito-Bomber, der als Pfadfinder fungierte. Der Transponder sendete die Signale an die Stationen zurück. Über die Zeit, welche die Signale dafür benötigten, konnte die Entfernung zu den Sendeanlagen errechnet werden.
Jede Sendestation definierte einen spezifischen Sendekreis, der so gewählt wurde, dass der Schnittpunkt der Sendekreise beider Stationen auf das anvisierte Ziel ausgerichtet war. Die Mosquito flog entlang des Kreisumfanges, der von einer der Stationen gebildet wurde, der sogenannten „Cat“ (Katze), und warf ihre Ladung, die je nach Mission aus Bomben oder Leuchtsignalen bestand, genau am Kreuzungspunkt mit dem zweiten Signal, der sogenannten „Mouse“ (Maus), ab. In Südengland wurde ein ganzes Netzwerk von Oboe-Stationen eingerichtet, und jede davon konnte je nach Bedarf als „Cat“ oder „Mouse“ eingesetzt werden.
Die erste „Mark I“ Oboe entstand aus dem Chain-Home-System, das mit 1,5 m Wellenlänge im 200-MHz-Bereich arbeitete. Die Stationen sendeten eine Reihe von Impulsen mit einer Frequenz von 133 Impulsen pro Minute. Die Pulslänge konnte lang oder kurz eingestellt werden, so dass wie beim Morsecode eine Reihe von Punkten oder Strichen gebildet wurde. War das Flugzeug zu weit innerhalb des definierten Radius, sendete die „Cat“ nur Punktsignale, war es zu weit außerhalb, wurden nur Strichsignale gesendet.
Sendete die „Mouse“-Station fünf Striche und einen Punkt, war dies das Signal für den Bombenabwurf. Die Mouse-Station enthielt einen Bombenrechner mit dem Namen „Micestro“, der den genauen Abwurfzeitpunkt berechnen konnte. Dadurch wurde auch das Mitführen eines Bombenzielgerätes in den Mosquito-Bombern selbst überflüssig.
Die Grundidee für Oboe kam von Alec Reeves von Standard Telephones and Cables Ltd. und wurde gemeinsam mit Frank Jones vom TRE entwickelt.

## Einsatzhistorie
Oboe wurde etwa zur gleichen Zeit wie das H2S im Dezember 1942 eingeführt. Wegen der beobachteten gebogenen Flugbahn der Bomber nannte man das System in Deutschland Bumerang. Die vorhersehbare Flugbahn war ein Schwachpunkt des Systems, der jedoch durch die hohe Geschwindigkeit und die Flughöhe der Mosquitos kompensiert wurde. Die deutsche Luftwaffe hatte große Schwierigkeiten, die Mosquitos abzufangen.
Ein Nachteil des Systems war die Beschränkung der Reichweite durch die Erdkrümmung, da die Signalübertragung nur auf direktem Weg zwischen Sender und Empfänger funktionierte. Damit konnten zwar Ziele im Ruhrgebiet angepeilt werden, weiter entfernte Ziele in Deutschland waren damit jedoch nicht erreichbar.
Die Genauigkeit des Oboe-Systems war mit 110 Metern auf 400 km Entfernung sehr genau, vergleichbar mit optischen Zielgeräten. In der Endphase des Krieges wurden damit auch Hilfslieferungen über den noch von Deutschland besetzen Niederlanden abgeworfen. Die Versorgungspunkte wurden zuvor von der holländischen Widerstandsbewegung vorbereitet und die Nahrungsmittelbehälter landeten innerhalb eines 30-Meter-Radius um den Zielpunkt.
Deutschland brauchte mehr als ein Jahr, um hinter das Geheimnis dieses Systems zu kommen. Es wurde Ende August 1943 von Ingenieur H. Widdra (der bereits 1940 die britische „Pips Squeak“-Methode entdeckt hatte) mit der Funkmessstellung „Maibaum“ in Kettwig bei Essen aufgedeckt, während britische Bomber einen Angriff gegen das Stahlwerk „Bochumer Verein“ flogen. Daraufhin wurde versucht, die Oboe-Signale mit Störsignalen im entsprechenden 1,5-m- bzw. 200-MHz-Bereich zu neutralisieren. Die Briten stellten dann jedoch ihr System auf Oboe „Mark III“ mit einer Wellenlänge von 10 cm und eine Frequenz von 3 GHz um, während sie gleichzeitig weiter auf der alten Frequenz und Wellenlänge sendeten, nur um die Deutschen in die Irre zu führen.

## Oboe-ähnliche Systeme
Deutschland verwendete in begrenztem Maße ein vom Konzept her vergleichbares System an der Ostfront, bei dem zwei Freya-Radaranlagen die Rolle von „Katze und Maus“ übernahmen und die Bomber mittels Sprachübertragung angeleitet wurden. Obwohl in Deutschland viel Aufwand für die Entwicklung von Navigationssystemen betrieben wurde, kam dieses Konzept nicht zum weiteren Einsatz.
Außer der begrenzten Reichweite gab es bei Oboe eine weitere Einschränkung: Es konnte von nicht mehr als einem Flugzeug gleichzeitig verwendet werden. Die Briten überdachten daher Oboe noch einmal und entwickelten ein neues System mit dem Namen GEE-H (auch als G-H bezeichnet). Es basierte auf dem gleichen Prinzip wie Oboe, jedoch mit dem Unterschied, dass nun das Ausgangssignal von den Flugzeugen aus gesendet wurde und die Bodenstationen als Transponder arbeiteten.
Mehrere Flugzeuge konnten die beiden Stationen parallel benutzen, da man zufällig erzeugte Signale zwischen die von den Flugzeugen gesendeten Pulse einfügte. Der Empfänger am Flugzeug konnte das für das Flugzeug charakteristische Sendemuster aus dem zurückgesendeten Signal herausfiltern. Jeder Empfangs-Antwort-Zyklus nahm im Transponder 100 Mikrosekunden in Anspruch, wodurch ein Maximum von 10.000 Verbindungen pro Sekunde möglich war und „Kollisionen“ unwahrscheinlich wurden. In der Praxis lag die Grenze bei ungefähr 80 Flugzeugen gleichzeitig.
Die Bezeichnung „GEE-H“ ist irreführend, da das Prinzip stark dem von Oboe ähnelte, weniger dem von GEE. Offenbar wählte man diese Bezeichnung, weil das System wie GEE im Bereich von 15 bis 3,5 m und 20 bis 85 MHz arbeitete. Es war etwa ebenso genau wie Oboe.